# すけべえ
すけべえ（助兵衛、助平、すけべい、スケベ）は、異性に対して異常に好奇心を示すこと、またその人を指す。好色・好色漢・好き者ともいう。

## 概説
助兵衛とは、「好き」をしゃれて擬人化していった「好兵衛（すきべえ）」から変化したとみられる。

## 備考
- 戦国武将の花房職秀の通称・助兵衛は「すけのひょうえ」と読まれている。黒田孝高（官兵衛）、竹中重治（半兵衛）、後藤基次（又兵衛）など著名な「兵衛」が付く名を持つ人物が全て「べえ」と呼ばれていることを考えると、花房の例は不自然ではある。何らかの配慮があり、彼の場合は、特別にこうなったと思われる。
- 静岡県にはかつて、駿東郡原町（現・沼津市）に、「助兵衛新田」（すけべえしんでん）という大字があった。当地で新田開発を行った鈴木助兵衛という人物にちなんで付けられたが、明治41年（1908年）に風紀上好ましくないことと、その当時この辺りでは桃をよく作っていたため「桃里」と改称された[2]。
- 兵庫県にもかつて、武庫郡瓦木村（現・西宮市）に「助兵衛新田」（すけべえしんでん）という大字があった。寛永14年（1638年）、子に庄屋を譲った下大市村（のち甲東村、現・西宮市）の庄屋の助兵衛が、上瓦林村内の荒れ地を開拓したことにに因んで付けられた。大正6年（1917年）に「上新田」に改称。現在の同市堤町、上之町、荒木町、樋ノ口町に相当する地域である[3]。
- オランダの観光地であるスヘフェニンゲンは、しばしば「すけべにんげん」なる珍地名とされることがある。

## 関連種目
- エッチ